# Дмитрієвка (Білоозерська сільська рада)
Дми́трієвка (рос. Дмитриевка, башк. Дмитриевка) — присілок у складі Гафурійського району Башкортостану, Росія. Входить до складу Білоозерської сільської ради.
Населення — 127 осіб (2010; 135 в 2002).
Національний склад:
- чуваші — 51%
- росіяни — 49%